# Wilhelm Freddie (eksperimentalfilm)
Wilhelm Freddie er en dansk eksperimentalfilm fra 1971 instrueret af Per Kirkeby efter eget manuskript.

## Handling
Interview med Wilhelm Freddie, som fortæller om sit liv og kunst til Per Kirkeby. Freddie fastholdes i én-rulleindstilling uden indklip og med udløbsmarkering.

## Medvirkende
- Wilhelm Freddie